# Starokatolická farnost Strakonice
Starokatolická farnost Strakonice je farnost Starokatolické církve v České republice.
Původně byla zřízena jako farnost Katovice 19. dubna 1997. Již v roce 1998 se však její sídlo přesunulo do Strakonic.
Bohoslužby se konaly především v modlitebně (Husově sboru) Českobratrské církve evangelické, příležitostně též v kostelíku ve Smrkovících. Později se konaly v domově pro seniory v Rybniční ulici, v zámecké kapli ve Vráži u Písku nebo v základní škole Svobodná v Písku. Od roku 2012 je však farnost neobsazena a její status byl přeměněn na „starokatolické společenství“.
Roku 2001 byla zaregistrována filiální obec v Plzni – v současnosti (2020) vedená rovněž jen jako „starokatolické společenství“ – a počátkem roku 2013 nová filiální obec v Písku – v současnosti (2020) naopak vedená jako „starokatolická farnost“ –; obě podléhaly farnosti ve Strakonicích.